# Hocksboglupens naturreservat
Hocksboglupens naturreservat är ett naturreservat i Uppsala kommun i Uppsala län.
Området är naturskyddat sedan 2015 och är 64 hektar stort. Reservatet består av två glupar och barrskog öster om dessa och ädellövträd och hasselbuskar väster om gluparna. 